# Bahnstrecke Ulm–Sigmaringen
| Streckennummer (DB): | 4540                                         |                                                       |                                                       |
| Kursbuchstrecke (DB): | 755 306a (1946)                              |                                                       |                                                       |
| Streckenlänge: | 92,672 km                                    |                                                       |                                                       |
| Spurweite: | 1435 mm (Normalspur)                         |                                                       |                                                       |
| Streckenklasse: | D4                                           |                                                       |                                                       |
| Stromsystem: | ehem. Ulm Hbf–Ulm-Söflingen: 15 kV 16,7 Hz ~ |                                                       |                                                       |
| Minimaler Radius: | 224 m                                        |                                                       |                                                       |
| Streckengeschwindigkeit: | 160 km/h                                     |                                                       |                                                       |
| Zugbeeinflussung: | PZB, ZUB 262                                 |                                                       |                                                       |
| Zweigleisigkeit: | Ulm Hbf–Herrlingen                           |                                                       |                                                       |
| |                                              |                                                       |                                                       |
| \| \| \| von Augsburg \| \| \| \| \| von Neu-Ulm \| \| \| \| \| von Friedrichshafen \| \| \| \| 0,000 \| Ulm Hbf \| 478 m \| \| \| \| nach Ulm Rbf \| \| \| \| \| nach Stuttgart (Schnellfahrstrecke) \| \| \| \| \| nach Aalen und nach Stuttgart \| \| \| \| \| Ulm Hbf Em Nord–Ulm Rbf \| \| \| \| 0,700 \| Ulm Hbf Em Brücke \| Ulm Hbf Em Brücke \| \| \| 0,800 \| ehem. Tunnel Blaubeurer Tor (30 m) \| ehem. Tunnel Blaubeurer Tor (30 m) \| \| \| 2,356 \| Ulm-Söflingen \| 484 m \| \| \| \| von Ulm Rbf \| \| \| \| 3,000 \| Ulm-Söflingen Em West \| Ulm-Söflingen Em West \| \| \| 3,055 \| Blau (30 m) \| Blau (30 m) \| \| \| 5,646 \| Blaustein (früher Ehrenstein) \| 492 m \| \| \| 6,620 \| Blaustein West (ab 1905, bis circa 1970 Klingenstein) \| Blaustein West (ab 1905, bis circa 1970 Klingenstein) \| \| \| 7,044 \| Blau (28 m) \| Blau (28 m) \| \| \| 7,415 \| Herrlingen \| 497 m \| \| \| 11,150 \| Arnegg \| Arnegg \| \| \| 13,805 \| Blaubeuren Merkle (Awanst) \| Blaubeuren Merkle (Awanst) \| \| \| 15,208 \| Gerhausen (seit 1910) \| 516 m \| \| \| 15,912 \| Blau (91 m) \| Blau (91 m) \| \| \| 16,433 \| Blaubeuren \| 518 m \| \| \| 22,611 \| Schelklingen \| 535 m \| \| \| \| nach Reutlingen \| \| \| \| 24,049 \| Schmiechen \| 543 m \| \| \| 28,220 \| Allmendingen \| 519 m \| \| \| \| Anschluss Schwenk Zement \| \| \| \| 32,100 \| Berkach \| Berkach \| \| \| 33,497 \| Ehingen (Donau) \| 510 m \| \| \| 34,835 \| Ehingen (Donau) Zellstoffwerk (Awanst) \| Ehingen (Donau) Zellstoffwerk (Awanst) \| \| \| \| Anschluss Sappi Papierfabrik \| \| \| \| 36,780 \| Dettingen (b Ehingen) \| Dettingen (b Ehingen) \| \| \| 40,604 \| Rottenacker \| 501 m \| \| \| \| Anschluss Rail Hub Rottenacker \| \| \| \| 44,866 \| Munderkingen \| 506 m \| \| \| 47,700 \| Untermarchtal (bis 1982) \| Untermarchtal (bis 1982) \| \| \| 52,494 \| Rechtenstein \| 516 m \| \| \| \| Übergang zur Feldbahn Rechtenstein \| \| \| \| 52,723 \| Donau (116 m) \| Donau (116 m) \| \| \| 57,321 \| Donau (50 m) \| Donau (50 m) \| \| \| 57,630 \| Zwiefaltendorf \| 524 m \| \| \| 58,409 \| Donau (121 m) \| Donau (121 m) \| \| \| 61,565 \| Unlingen (Awanst, ehem. Hst) \| Unlingen (Awanst, ehem. Hst) \| \| \| \| von Bad Schussenried \| \| \| \| 65,173 \| Riedlingen \| 530 m \| \| \| 67,710 \| Neufra (Donau) \| Neufra (Donau) \| \| \| 70,990 \| Ertingen \| 539 m \| \| \| \| von Isny \| \| \| \| 76,2+211 \| Herbertingen \| 548 m \| \| \| \| \| \| \| \| 76,2+30076,498 \| \| \| \| \| \| \| \| \| \| 82,362 \| Mengen \| 560 m \| \| \| \| nach Radolfzell \| \| \| \| 83,900 \| Ennetach \| Ennetach \| \| \| 86,030 \| Scheer \| Scheer \| \| \| 86,270 \| Schlossbergtunnel (95 m) \| Schlossbergtunnel (95 m) \| \| \| 86,423 \| Donau (117 m) \| Donau (117 m) \| \| \| 88,632 \| Sigmaringendorf (Abzw) \| Sigmaringendorf (Abzw) \| \| \| \| von und nach Hanfertal \| \| \| \| 89,061 \| Sigmaringendorf Hp (ehem. Bf) \| 575 m \| \| \| \| von Krauchenwies \| \| \| \| 92,197 \| Donau (64 m) \| Donau (64 m) \| \| \| \| von Engstingen \| \| \| \| 92,670 \| Sigmaringen \| 572 m \| \| \| \| nach Tübingen \| \| \| \| \| \| \| \| Quellen: [1][2][3][4] \| \| \| \| |                                              |                                                       |                                                       |
| Strecke |                                              | von Augsburg                                          | von Augsburg                                          |
| Abzweig geradeaus und von links |                                              | von Neu-Ulm                                           | von Neu-Ulm                                           |
| Abzweig geradeaus und von links |                                              | von Friedrichshafen                                   | von Friedrichshafen                                   |
| Bahnhof | 0,000                                        | Ulm Hbf                                               | 478 m                                                 |
| Abzweig geradeaus und nach links |                                              | nach Ulm Rbf                                          | nach Ulm Rbf                                          |
| Abzweig geradeaus und nach rechts |                                              | nach Stuttgart (Schnellfahrstrecke)                   | nach Stuttgart (Schnellfahrstrecke)                   |
| Abzweig geradeaus, nach rechts und von rechts |                                              | nach Aalen und nach Stuttgart                         | nach Aalen und nach Stuttgart                         |
| Kreuzung geradeaus unten |                                              | Ulm Hbf Em Nord–Ulm Rbf                               | Ulm Hbf Em Nord–Ulm Rbf                               |
| Blockstelle | 0,700                                        | Ulm Hbf Em Brücke                                     | Ulm Hbf Em Brücke                                     |
| ehemaliger Tunnel | 0,800                                        | ehem. Tunnel Blaubeurer Tor (30 m)                    | ehem. Tunnel Blaubeurer Tor (30 m)                    |
| Bahnhof | 2,356                                        | Ulm-Söflingen                                         | 484 m                                                 |
| Abzweig geradeaus und von links |                                              | von Ulm Rbf                                           | von Ulm Rbf                                           |
| Blockstelle | 3,000                                        | Ulm-Söflingen Em West                                 | Ulm-Söflingen Em West                                 |
| Brücke über Wasserlauf | 3,055                                        | Blau (30 m)                                           | Blau (30 m)                                           |
| Haltepunkt / Haltestelle | 5,646                                        | Blaustein (früher Ehrenstein)                         | 492 m                                                 |
| ehemaliger Haltepunkt / Haltestelle | 6,620                                        | Blaustein West (ab 1905, bis circa 1970 Klingenstein) | Blaustein West (ab 1905, bis circa 1970 Klingenstein) |
| Brücke über Wasserlauf | 7,044                                        | Blau (28 m)                                           | Blau (28 m)                                           |
| Bahnhof | 7,415                                        | Herrlingen                                            | 497 m                                                 |
| Dienststation / Betriebs- oder Güterbahnhof | 11,150                                       | Arnegg                                                | Arnegg                                                |
| Blockstelle | 13,805                                       | Blaubeuren Merkle (Awanst)                            | Blaubeuren Merkle (Awanst)                            |
| Haltepunkt / Haltestelle | 15,208                                       | Gerhausen (seit 1910)                                 | 516 m                                                 |
| Brücke über Wasserlauf | 15,912                                       | Blau (91 m)                                           | Blau (91 m)                                           |
| Bahnhof | 16,433                                       | Blaubeuren                                            | 518 m                                                 |
| Bahnhof | 22,611                                       | Schelklingen                                          | 535 m                                                 |
| Abzweig geradeaus und nach rechts |                                              | nach Reutlingen                                       | nach Reutlingen                                       |
| Haltepunkt / Haltestelle | 24,049                                       | Schmiechen                                            | 543 m                                                 |
| Bahnhof | 28,220                                       | Allmendingen                                          | 519 m                                                 |
| Abzweig geradeaus und nach links |                                              | Anschluss Schwenk Zement                              | Anschluss Schwenk Zement                              |
| ehemaliger Haltepunkt / Haltestelle | 32,100                                       | Berkach                                               | Berkach                                               |
| Bahnhof | 33,497                                       | Ehingen (Donau)                                       | 510 m                                                 |
| Blockstelle | 34,835                                       | Ehingen (Donau) Zellstoffwerk (Awanst)                | Ehingen (Donau) Zellstoffwerk (Awanst)                |
| Abzweig geradeaus und nach links |                                              | Anschluss Sappi Papierfabrik                          | Anschluss Sappi Papierfabrik                          |
| ehemaliger Haltepunkt / Haltestelle | 36,780                                       | Dettingen (b Ehingen)                                 | Dettingen (b Ehingen)                                 |
| Bahnhof | 40,604                                       | Rottenacker                                           | 501 m                                                 |
| Abzweig geradeaus und nach links |                                              | Anschluss Rail Hub Rottenacker                        | Anschluss Rail Hub Rottenacker                        |
| Bahnhof | 44,866                                       | Munderkingen                                          | 506 m                                                 |
| ehemaliger Haltepunkt / Haltestelle | 47,700                                       | Untermarchtal (bis 1982)                              | Untermarchtal (bis 1982)                              |
| Bahnhof | 52,494                                       | Rechtenstein                                          | 516 m                                                 |
| Strecke |                                              | Übergang zur Feldbahn Rechtenstein                    | Übergang zur Feldbahn Rechtenstein                    |
| Brücke über Wasserlauf | 52,723                                       | Donau (116 m)                                         | Donau (116 m)                                         |
| Brücke über Wasserlauf | 57,321                                       | Donau (50 m)                                          | Donau (50 m)                                          |
| ehemaliger Bahnhof | 57,630                                       | Zwiefaltendorf                                        | 524 m                                                 |
| Brücke über Wasserlauf | 58,409                                       | Donau (121 m)                                         | Donau (121 m)                                         |
| Blockstelle | 61,565                                       | Unlingen (Awanst, ehem. Hst)                          | Unlingen (Awanst, ehem. Hst)                          |
| Abzweig geradeaus und ehemals von links |                                              | von Bad Schussenried                                  | von Bad Schussenried                                  |
| Bahnhof | 65,173                                       | Riedlingen                                            | 530 m                                                 |
| ehemaliger Haltepunkt / Haltestelle | 67,710                                       | Neufra (Donau)                                        | Neufra (Donau)                                        |
| ehemaliger Bahnhof | 70,990                                       | Ertingen                                              | 539 m                                                 |
| Abzweig geradeaus und von links |                                              | von Isny                                              | von Isny                                              |
| Bahnhof | 76,2+211                                     | Herbertingen                                          | 548 m                                                 |
| |                                              |                                                       |                                                       |
| Kilometer-Wechsel | 76,2+30076,498                               |                                                       |                                                       |
| |                                              |                                                       |                                                       |
| Bahnhof | 82,362                                       | Mengen                                                | 560 m                                                 |
| Abzweig geradeaus und nach links |                                              | nach Radolfzell                                       | nach Radolfzell                                       |
| ehemaliger Haltepunkt / Haltestelle | 83,900                                       | Ennetach                                              | Ennetach                                              |
| ehemaliger Bahnhof | 86,030                                       | Scheer                                                | Scheer                                                |
| Tunnel | 86,270                                       | Schlossbergtunnel (95 m)                              | Schlossbergtunnel (95 m)                              |
| Brücke über Wasserlauf | 86,423                                       | Donau (117 m)                                         | Donau (117 m)                                         |
| Blockstelle | 88,632                                       | Sigmaringendorf (Abzw)                                | Sigmaringendorf (Abzw)                                |
| Abzweig geradeaus, nach rechts und ehemals von rechts |                                              | von und nach Hanfertal                                | von und nach Hanfertal                                |
| Haltepunkt / Haltestelle | 89,061                                       | Sigmaringendorf Hp (ehem. Bf)                         | 575 m                                                 |
| Abzweig geradeaus und ehemals von links |                                              | von Krauchenwies                                      | von Krauchenwies                                      |
| Brücke über Wasserlauf | 92,197                                       | Donau (64 m)                                          | Donau (64 m)                                          |
| Abzweig geradeaus und von rechts |                                              | von Engstingen                                        | von Engstingen                                        |
| Bahnhof | 92,670                                       | Sigmaringen                                           | 572 m                                                 |
| Strecke |                                              | nach Tübingen                                         | nach Tübingen                                         |
| |                                              |                                                       |                                                       |
| Quellen: |                                              |                                                       |                                                       |

Die Bahnstrecke Ulm–Sigmaringen ist eine Hauptbahn in Baden-Württemberg. Sie verläuft von Ulm über Riedlingen nach Sigmaringen. Dabei folgt sie bis Blaubeuren der Blau, bis Schelklingen der Ach, bis Ehingen (Donau) der Schmiech und ab dort der Donau. 
Zusammen mit dem kurzen Abschnitt Inzigkofen–Sigmaringen der Bahnstrecke Tübingen–Sigmaringen und der Bahnstrecke Tuttlingen–Inzigkofen wird sie auch als Donautalbahn beziehungsweise Donaubahn bezeichnet; der erste Abschnitt wird auch Blautalbahn genannt. Die Königlich Württembergischen Staats-Eisenbahnen bauten die Strecke zwischen 1865 und 1873; seit 1901 ist sie in Verbindung mit der Bahnstrecke Plochingen–Immendingen, der Schwarzwaldbahn und der Höllentalbahn Teil der überregionalen Eisenbahnverbindung von Ulm nach Freiburg im Breisgau. Ihre Brücken, Stellwerke, Böschungen, Wärterhäuschen, Tunnel und Bahnhöfe sind heute eingetragene Kulturdenkmäler.

## Streckenverlauf und Ausbau

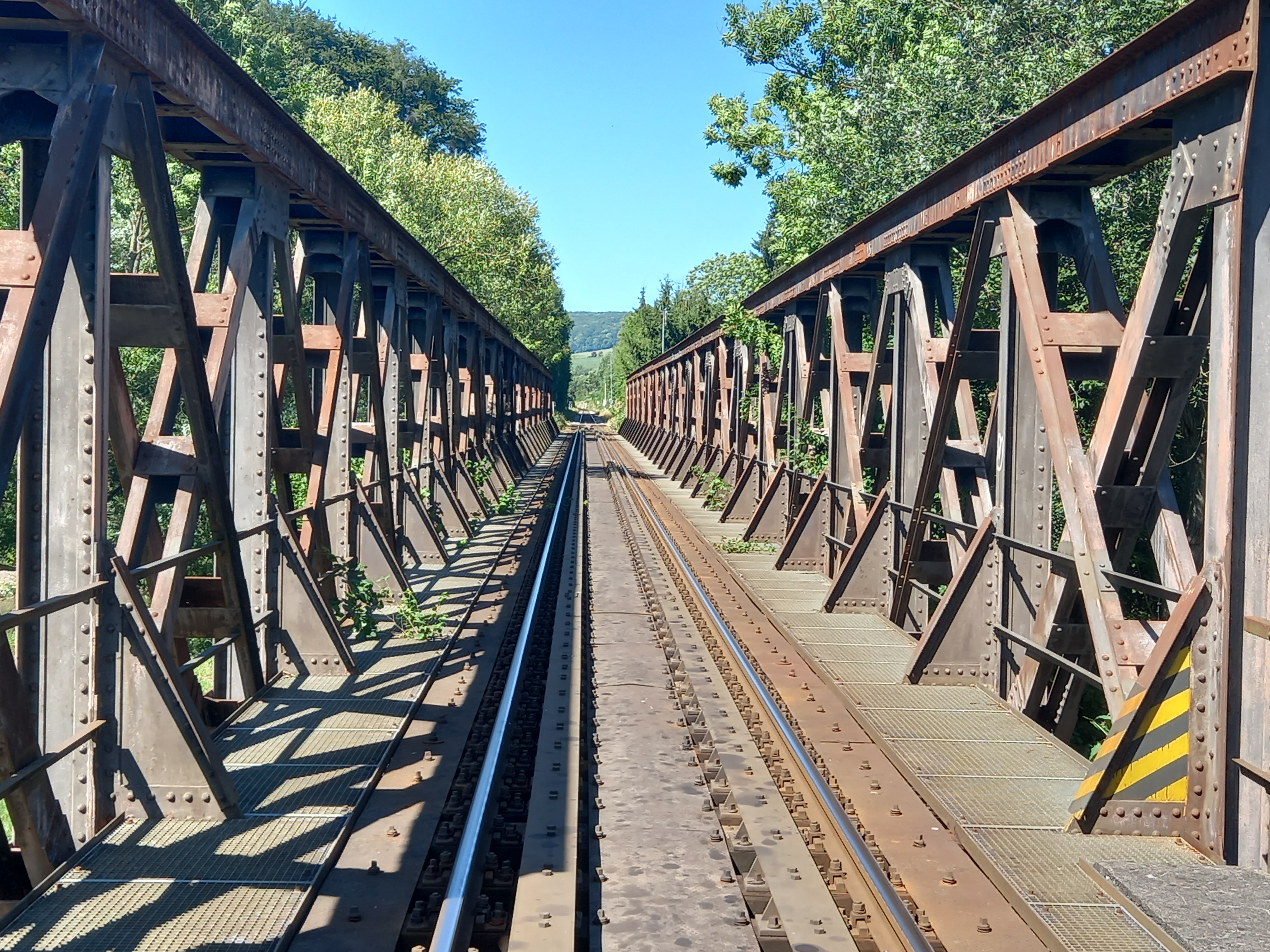
Brücke über die Donau bei Rechtenstein

Vom Bahnhof Sigmaringen aus betrachtet folgt die Strecke in weiten Teilen dem Lauf der jungen Donau und quert diese mehrmals. Ab Ehingen (Donau) verlässt sie das heutige Donautal und wechselt ins Tal der Urdonau. Hier verläuft die Strecke zwischen Allmendingen und Blaustein erneut am Fuß der Schwäbischen Alb. In Ulm stößt sie wieder auf ihren namensgebenden Strom. Der Donauradweg, der von Donaueschingen nach Wien führt, folgt der Strecke dabei über weite Teile, weshalb sie vor allem bei Radtouristen beliebt ist. Zwischen Herbertingen und Sigmaringen führt sie darüber hinaus durch den Naturpark Obere Donau und wird deshalb auch von Wanderern frequentiert.
Die Bahnstrecke Ulm–Sigmaringen erstreckt sich über drei Landkreise und die kreisfreie Stadt Ulm. Sie ist ferner in zwei Verkehrsverbünde integriert. In Ulm, im Alb-Donau-Kreis sowie im Landkreis Biberach, also zwischen Ulm Hauptbahnhof und Riedlingen, verläuft die Strecke im Bereich des Donau-Iller-Nahverkehrsverbundes (DING). Im Landkreis Sigmaringen, in dem die Strecke ab Herbertingen liegt, ist sie in den Verkehrsverbund Neckar-Alb-Donau (NALDO) eingegliedert.
Die Strecke ist nicht elektrifiziert und, mit Ausnahme des Abschnittes Ulm Hbf–Herrlingen, durchgehend eingleisig. Sie ist auf ganzer Länge für den Neigetechnik-Verkehr ertüchtigt.

## Geschichte

### Erste Initiativen zum Bahnbau
Erste Überlegungen zum Bau einer Eisenbahnstrecke von Ulm donauaufwärts entstanden bereits in den 1850er Jahren. Wie vielerorts gründeten sich auch in den Städten und Gemeinden entlang der Donau Eisenbahnkomitees, die sich für den Bau einer solchen Strecke einsetzten. 1861 traten 17 dieser Eisenbahnkomitees mit einer Denkschrift an die Öffentlichkeit, die sich für eine Ost-West-Verbindung von Ulm über Ehingen, Mengen, Meßkirch und Singen ins schweizerische Schaffhausen mit Anschluss nach Tuttlingen sowie an die noch in der Planungsphase befindliche Schwarzwaldbahn starkmachte. Auch wurde zu dieser Zeit der Bau einer Eisenbahnstrecke entlang der Donau als Teilstück einer europäischen Magistrale von Wien nach Paris diskutiert. Da eine Eisenbahnstrecke von Ulm nach Wien zu Beginn der 1860er Jahre bereits bestand und Paris im Osten bereits mit Chaumont verbunden war, wurde ein Lückenschluss von Ulm entlang der Donau bis Donaueschingen und weiter durch den Schwarzwald nach Freiburg im Breisgau, über den Rhein und die Vogesen nach Chaumont als kürzeste Verbindung zwischen Paris und Wien diskutiert und insbesondere auch von Städten entlang der Donau propagiert. Neben den erheblichen topografischen Problemen, die den Bau einer solchen Bahnstrecke mit den Mitteln der damaligen Zeit verursacht hätten, kamen die vielen Staatsgrenzen hinzu, die bei solch einer Streckenführung hätten überquert werden müssen.

### Bau der Strecke in den Jahren 1865–1873
Württemberg plante deshalb zunächst kleinräumiger und sicherte sich in Verhandlungen mit Preußen und Baden das Recht zu, bis ins preußische Sigmaringen bauen zu dürfen und in Mengen durch die Bahnstrecke Radolfzell–Mengen Anschluss an das badische Streckennetz und so an den westlichen Bodensee zu erhalten. Obwohl der Endpunkt Sigmaringen seit 1850 in den zu Preußen gehörenden Hohenzollernschen Landen liegt, beteiligte sich Preußen nicht am Bau der Strecke.
Am 28. April 1865 beschloss der württembergische Landtag dann das entsprechende Gesetz, das den Bau einer Eisenbahnstrecke von Ulm entlang von Blau, Ach und Schmiech bis Ehingen und dann weiter entlang der Donau bis Sigmaringen vorsah. Die erheblich kürzere und kostengünstigere Variante einer Bahnstrecke, die von Erbach von der bereits fertiggestellten Bahnstrecke Ulm–Friedrichshafen abgezweigt wäre und sich konsequent am Lauf der Donau orientiert hätte, wurde aber zugunsten eines Anschlusses von Blaubeuren und Schelklingen an die Eisenbahn verworfen. Ausschlaggebend für diese Entscheidung war der Einfluss des damaligen Blaubeurer Abgeordneten Ferdinand von Steinbeis, der daraufhin die Ehrenbürgerrechte der Stadt Blaubeuren erhielt. Die Bauarbeiten an der Strecke begannen noch im Jahr 1865 und standen unter der Leitung von Josef Schlierholz. Gebäude entlang der Strecke wurden erstmals in größerem Umfang mit Beton errichtet. Für den Streckenbau warben die Königlich-Württembergischen Staats-Eisenbahnen insbesondere Arbeiter aus Italien an.
Am 2. August 1868 wurde der Abschnitt zwischen Ulm und Blaubeuren dem Verkehr übergeben. Am 13. Juni 1869 erreichte man Ehingen (Donau), am 15. Juni 1870 Riedlingen und am 13. November 1870 war die Strecke bereits bis Scheer an der württembergisch-preußischen Grenze fertig gestellt, was König Karl I. als Anlass für eine Sonderfahrt nach Mengen nahm. Der Deutsch-Französische Krieg 1870/71 sowie Probleme beim Brückenbau verzögerten die Inbetriebnahme des Reststücks von Scheer nach Sigmaringen noch bis zum 26. Juli 1873.

### 1890–1950: Zwischen Ausbau und Kriegszerstörung

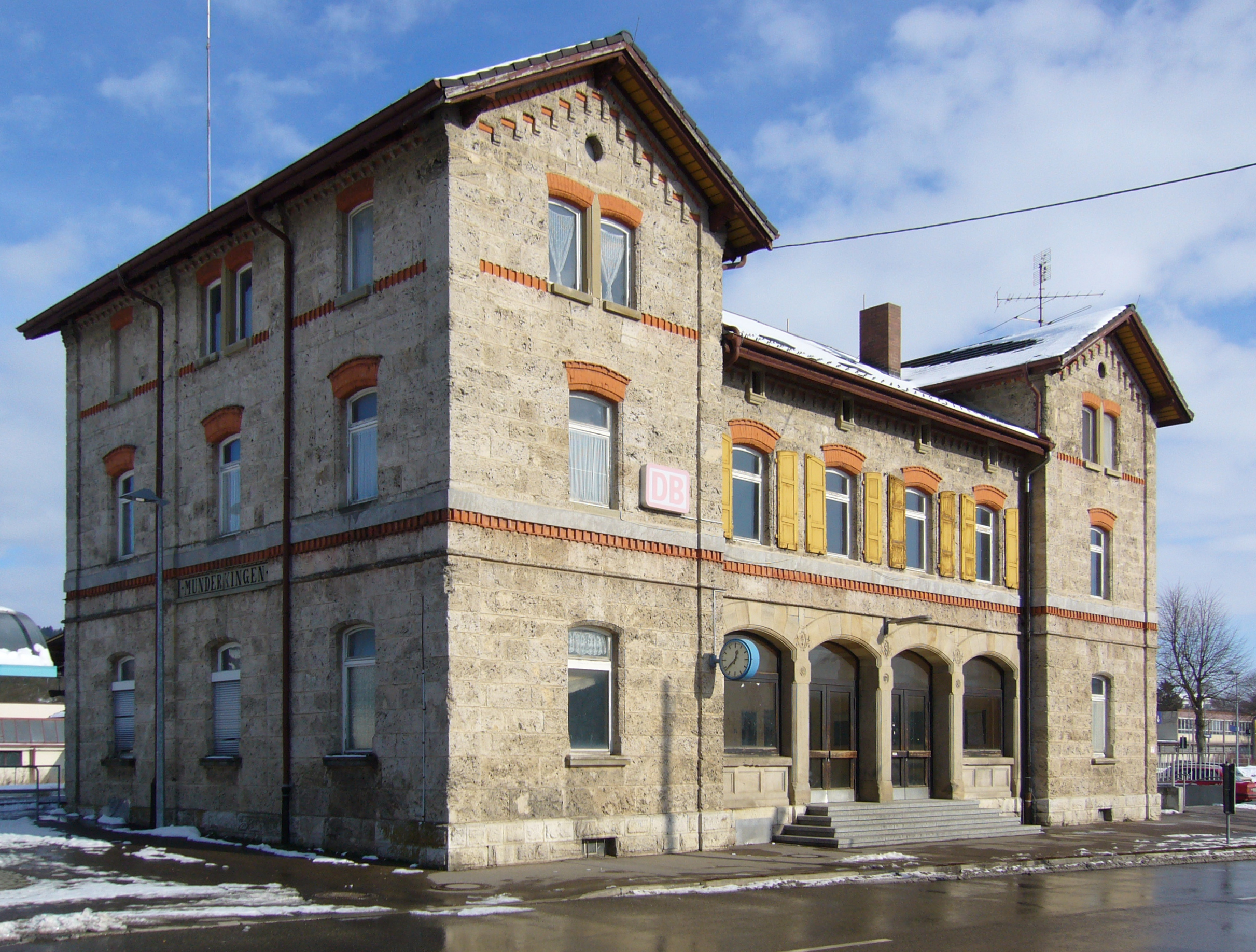
Bahnhof Munderkingen, errichtet 1870

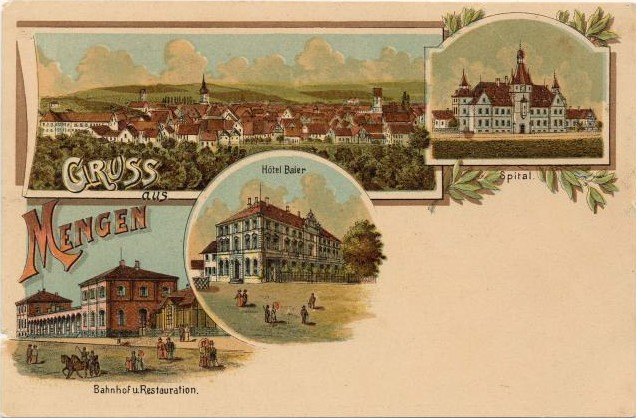
Mengen mit Bahnhof um 1900, der Ort bekam ebenfalls 1870 seinen Eisenbahnanschluss

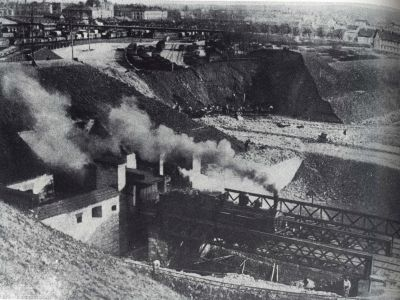
Dampfzug beim Tunnel am Blaubeurer Tor in Ulm um 1905

Den hohen Erwartungen der Militärs, die man in die Strecke Ulm–Sigmaringen in Verbindung mit den strategischen Umgehungsbahnen in Südbaden setzte, konnte diese weder im Ersten noch im Zweiten Weltkrieg gerecht werden. Noch vor dem Ersten Weltkrieg gab es erste zögerliche Ausbaumaßnahmen an der bis 1890 durchgängig eingleisigen Strecke. Um den neuen Ulmer Rangierbahnhof, der sich in Söflingen befand, besser anzuschließen, bauten die Königlich Württembergischen Staats-Eisenbahnen 1912 den Abschnitt zwischen Ulm Hauptbahnhof und Söflingen zweigleisig aus. Bis 1913 verlängerte man diesen zweigleisigen Abschnitt noch bis Herrlingen.
Pläne der Deutschen Reichsbahn aus dem Jahr 1937, den langen eingleisig verbliebenen Streckenabschnitt von Herrlingen nach Sigmaringen wegen der militärstrategischen Bedeutung der Strecke vollständig zweigleisig auszubauen, fanden während des Zweiten Weltkrieges starke Beachtung, wurden nach dessen Ende aber nicht mehr aufgenommen. Eine große Erweiterung der Bahnanlagen gab es nach der Fertigstellung der Strecke am Eisenbahnknoten Ulm, den die Königlich Württembergischen Staats-Eisenbahnen zwischen 1899 und 1911 sowie die Deutsche Reichsbahn zwischen 1924 und 1928 sukzessive erweiterten.
Mit der Fertigstellung der Höllentalbahn von Freiburg nach Donaueschingen im Jahr 1901 war erstmals die, schon in den 1850er Jahren diskutierte, Verbindung von Ulm nach Freiburg möglich, die ab 1909 durch Eilzüge hergestellt wurde, welche ab 1912 teilweise sogar bis Colmar liefen. Außerdem verkehrten ab 1913 auch Schnellzüge von München über die Strecke Ulm–Sigmaringen nach Freiburg. Diese Züge führten teilweise sogar Speisewagen. Die Durchschnittsgeschwindigkeit auf der Strecke blieb aber trotz dieser Fernverkehrsfunktion mit normalerweise unter 50 Kilometern pro Stunde recht niedrig. Trotz einigen Einschränkungen während der Weltkriege blieb der Fahrplan mit einer Mischung aus langlaufenden Eil- und Schnellzügen sowie Personenzügen, die auf allen Stationen hielten, bis 1945 relativ stabil. Zum Einsatz kam zunächst insbesondere die Württembergische Fc, die noch bis Mitte der 1920er Jahre den Betrieb auf der Strecke prägte und die ab circa 1926 durch die Baureihe 38.4 abgelöst wurde. Zwischen 1929 und dem Ende des Zweiten Weltkriegs dominierten mit der Baureihe 24 moderne Fahrzeuge. Der Güterverkehr war aufgrund der noch geringen Industrialisierung entlang der Strecke nur von geringer Bedeutung.
Gegen Ende des Zweiten Weltkrieges zerstörten im Luftkrieg gegen Deutschland alliierte Bomberverbände im Dezember 1944 den Ulmer Hauptbahnhof sowie den Söflinger Rangierbahnhof vollständig. Schwere Einschläge gab es 1944 auch am Mengener Bahnhof. Die Strecke selbst wurde aber nur leicht beschädigt und blieb fast bis Kriegsende mit Einschränkungen befahrbar. Schweren Schaden richtete dagegen 1945 die sich im Rückzug befindliche Wehrmacht an, die einige Eisenbahnbrücken sprengte und so einen durchgehenden Verkehr auf der Strecke bis 1950 unmöglich machte. Teilstrecken wurden aber bereits ab 1946 wieder bedient.

### Seit 1950: Zwischen Rückbau und Angebotsverbesserungen

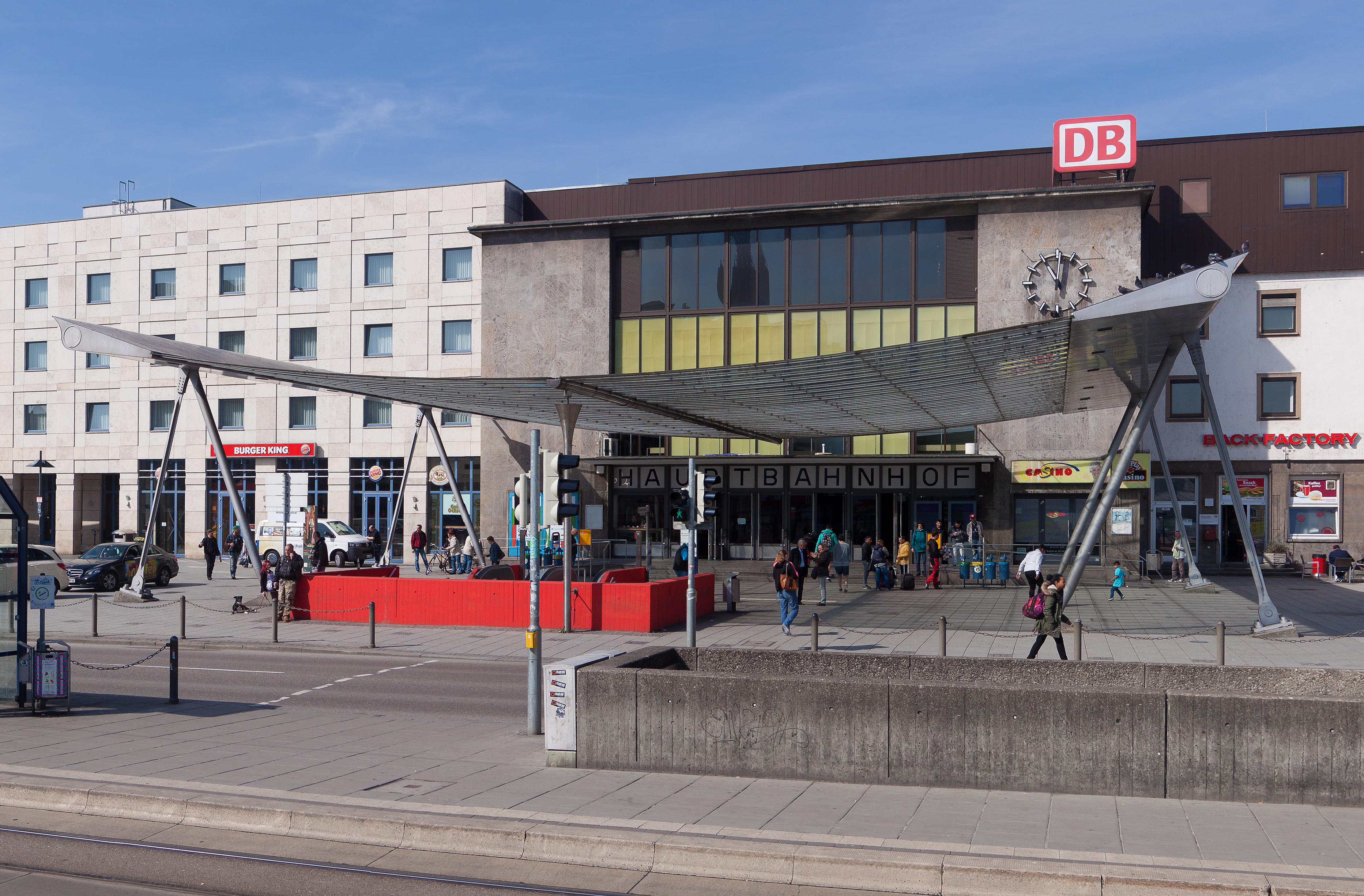
Das Empfangsgebäude des heutigen Ulmer Hauptbahnhofs stammt aus den 1950er Jahren

Zu größeren Verbesserungen der Verkehrsinfrastruktur kam es nach 1950 bis auf den Neubau der kriegszerstörten Ulmer Bahnanlagen, die 1962 fertiggestellt wurden, zunächst kaum mehr. Zwar modernisierte die Deutsche Bundesbahn die Signalanlagen, baute aber auch viele Ausweichgleise zurück und gab schwach frequentierte Stationen sowie den Rangierbahnhof Ulm-Söflingen auf. Anfang der 1990er Jahre verkaufte sie vermehrt Bahnanlagen an Privateigentümer. 
Zum Einsatz kamen in den 1950er und 1960er Jahren vor allem ein veralteter und in kurzen Abständen wechselnder Bestand von Dampflokomotiven unterschiedlicher Herkunft. Bis 1955 dominierte die Württembergische C, die ab 1953 nach und nach von der Bayerischen S 3/6 abgelöst wurde, welche bis 1961 ihren Dienst auf der Strecke tat und anschließend von der Baureihe 03 ersetzt wurde. Die Baureihe 03 blieb bis 1971 im Einsatz, wurde aber ab 1966 mehr und mehr durch die dieselbetriebene Baureihe V 200 abgelöst.
Bis 1963 war die Württembergische T 5 für die Bespannung von Personenzügen von Bedeutung, was ab 1961 mehr und mehr die Baureihe 64 übernahm. Das Güterverkehrsaufkommen war wie schon vor dem Zweiten Weltkrieg gering und wurde bis 1976 normalerweise durch die Baureihe 50 bewältigt. Ab 1969 ersetzte die dieselbetriebene Baureihe V 90 die Baureihe 50 schrittweise. Seit den 1950er Jahren kamen aber vereinzelt auch Verbrennungstriebwagen zum Einsatz. Als erstes Dieselfahrzeug befuhr die Baureihe VT 60.5 die Strecke. Ab 1961 kamen die in den 1970er Jahren dominierenden Uerdinger Schienenbusse dazu, die bis 1995 eingesetzt, aber ab 1988 zunehmend durch die Baureihe 628 ersetzt wurden, die bis zum Beginn des neuen Jahrtausends einen Großteil des Betriebes auf der Strecke übernahm. Die Baureihe V 160, spätere Baureihe 216 übernahm ab 1966 viele der langlaufenden Züge; ab 1975 kam die Baureihe 218 hinzu.
Der Fahrplan der 1950er Jahre ähnelte dem Betrieb, den es vor 1945 gab. Durchgehende Züge von Ulm nach Frankreich fielen allerdings genauso weg wie ab 1953 direkte Züge von München über Ulm nach Freiburg, die ab 1954 mit dem Kleber-Express über Memmingen–Aulendorf–Herbertingen anstatt über Ulm geführt wurden. Bewirtschaftet wurde keiner der Züge mehr. Das Eilzug-Angebot blieb bis in die 1980er Jahre in etwa stabil, wobei sich die Durchschnittsgeschwindigkeit der Eilzüge bis in die 1980er Jahre auf 70 Kilometer pro Stunde erhöhte. Die Deutsche Bundesbahn dünnte das Angebot an Nahverkehrszügen auf der Strecke aber noch bis zum Beginn der 1990er Jahre aus. 1988 führte sie einen Taktfahrplan auf der Strecke ein, der aber durch einige außerhalb des Taktes verkehrende Züge verstärkt wurde. Die Züge fuhren nun als RegionalSchnellBahn (RSB) und verkehrten im Zwei-Stunden-Takt von Ulm bis Neustadt (Schwarzwald). 1996 verstärkte die Deutsche Bahn den Zwei-Stunden-Takt auf der Relation Ulm–Neustadt (Schwarzwald) noch durch ebenfalls zweistündlich verkehrende Züge von Ulm nach Sigmaringen, so dass auf diesem Abschnitt seitdem ein Stundentakt besteht. Seit der Elektrifizierung der hinteren Höllentalbahn 2018–2019 verkehren die Züge der heute als RE 55 bezeichneten Linie nur noch bis und ab Donaueschingen. In Tagesrandlagen fahren Züge darüber hinaus weiter nach Villingen.
Am 27. Juli 2025 entgleiste beim Eisenbahnunfall von Riedlingen nach einem Erdrutsch ein Regional-Express zwischen dem Bahnhof Riedlingen und dem Bahnhof Rechtenstein. Es gab drei Tote, 36 Menschen wurden verletzt.

## Betrieb

### Personenverkehr

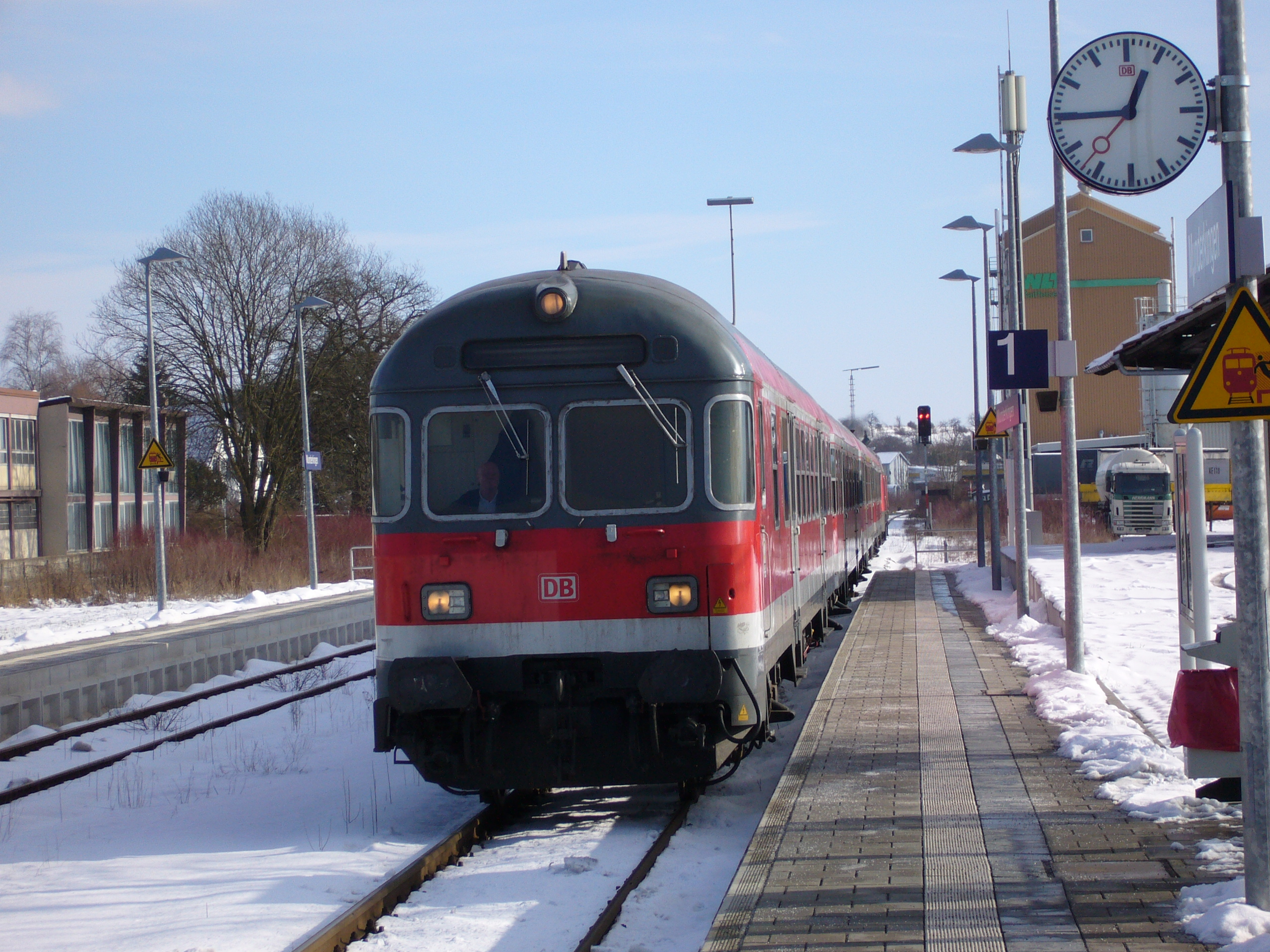
Regional-Express im Bahnhof Munderkingen

Im Zweistundentakt verkehren Regional-Express-Züge der Linie RE 55 zwischen Ulm und Donaueschingen mit Durchläufern bis Villingen. Teilweise wurde der Takt ab Dezember 2019 verdichtet, sodass zu bestimmten Tageszeiten ein stündlicher Takt auf der gesamten Strecke angeboten werden kann. Zeitversetzt dazu bedienen Regional-Express-Züge der Linie RE 55 ebenfalls im Zwei-Stunden-Takt den Abschnitt von Ulm nach Sigmaringen, sodass sich hier ein Stunden-Takt ergibt. Regio-S-Bahn-Züge (RS) der Linie RS3 verkehren im Abschnitt von Ulm nach Munderkingen stündlich. Unter der Woche wird die Linie RS3 zwischen Ulm und Herrlingen auf einen Halbstundentakt verdichtet. Auf der Teilstrecke zwischen Munderkingen und Ulm herrscht somit mit zwei Zügen pro Stunde und Richtung ein sehr dichter Verkehr. Ähnlich dicht ist der Verkehr auch zwischen Herbertingen und Sigmaringen, wo die im Abschnitt Sigmaringen–Aulendorf in Zweistundentakt verkehrenden Züge der Linien RE 6 und RB 51/53 der Bahnstrecken Tübingen–Sigmaringen und Herbertingen–Isny den Stundentakt der Regional-Express-Züge Donaueschingen–Ulm und Sigmaringen–Ulm noch ergänzen.
Die Regional-Express-Züge betreibt die DB Regio Baden-Württemberg (die RAB wurde Anfang 2022 zum reinen Busbetrieb). Zum kleinen Fahrplanwechsel im Juni 2019 übernahm die Hohenzollerische Landesbahn (HzL) die Regionalbahn-Leistungen zwischen Ulm und Munderkingen von der Deutschen Bahn. Weiterhin gibt es einzelne Fahrten der Schwäbische Alb-Bahn zwischen Schelklingen und Ulm Hbf.

### Güterverkehr
Die HzL betreibt den über weite Teile der Strecke spärlichen Güterverkehr. Zwischen Sigmaringendorf und Ulm nutzt die HzL die Strecke insbesondere für Salztransporte. Ferner transportiert die HzL Güter für das Tanklager der Tyczka Energy in Sigmaringen sowie für das Schredderwerk in Herbertingen. Zement wird von Dotternhausen aus in Ganzzügen in die Schweiz transportiert. Im Rahmen des eisenbahnbasierten Claas-Logistikkonzeptes werden Claas-Produkte aus dem Werk in Bad Saulgau über Mengen auf der Strecke transportiert. Nennenswerter ist der Güterverkehr hingegen im Alb-Donau-Kreis, wo vor allem die Zementwerke HeidelbergCement in Schelklingen und Schwenk in Allmendingen sowie der Steinbruch Eduard Merkle in Blaubeuren-Altental die Strecke für Transporte nutzen. Ebenso wickelt das Sappi-Werk in Ehingen erhebliche Teile seiner Transporte über die Bahnstrecke Ulm–Sigmaringen ab. Außerdem plant die Spedition Denkinger, langfristig einen Gleisanschluss für ihr vor kurzem errichtetes Logistikzentrum in Allmendingen zu bauen, um ihre Güter direkt per Zug zu transportieren. Denkinger verlädt ihre Güter derzeit im Bahnhof Ehingen und im Rail Hub Rottenacker (ehemaliges Element "System Bohnacker"-Gelände).

### Fahrzeuge
Die Regional-Express-Züge zwischen Donaueschingen bzw. Villingen und Ulm sowie zwischen Ulm und Sigmaringen werden mit Triebwagen der Baureihe 612 sowie der Baureihe 644 gefahren. Ein Umlauf besteht, abhängig von der Fahrzeugverfügbarkeit, aus Doppelstockwagen und einer Lokomotive der Baureihe 245 (manchmal auch Baureihe 218). Für die Regionalbahnen zwischen Munderkingen und Ulm werden Triebwagen vom Typ LINT 54 des Herstellers Alstom eingesetzt. Die Regionalbahnen zwischen Sigmaringen und Aulendorf verkehren mit Stadler-Regio-Shuttles. Die Regional-Express-Züge von Stuttgart nach Aulendorf, die zwischen Sigmaringen und Herbertingen die Bahnstrecke Ulm–Sigmaringen befahren, bestehen ebenfalls aus Triebwagen der Baureihe 612. Den Güterverkehr bewältigen vorwiegend Lokomotiven der Baureihe V 90. Die SWEG (ehem. HzL) verwendet für ihre Güterzüge dieselhydraulische Lokomotiven des Typs Voith Gravita. Die Schwäbische Alb-Bahn setzt NE 81 ein.

### Stellwerke und Signalanlagen
Der Bahnhof Mengen verfügt noch über ein mechanisches Stellwerk, wobei die Weichen, die Einfahr- und Ausfahrsignale sowie die Schranken vom Fahrdienstleiter und Weichenwärter über Drahtzugleitungen gestellt und bedient werden. Dort sind ein Fahrdienstleiterstellwerk der Einheitsbauart und zwei Wärterstellwerke, wovon eins besetzt ist, der Bauarten Einheit und Jüdel vorhanden. Die weiteren Bahnhöfe entlang der Strecke verfügen über Drucktastenstellwerke verschiedener Bauarten; lediglich in Sigmaringen und Ulm-Söflingen existieren elektronische Stellwerke. Auf der Donaubahn gibt es eine breite Mischung von Form- sowie Lichtsignalanlagen; Formsignale kommen erst ab Mengen in Richtung Donaueschingen vor.

## Planungen
Seit den 1990er Jahren wird die Regio-S-Bahn Donau-Iller diskutiert. Dieses Konzept sah ursprünglich auch den Bau einer in Ehingen (Donau) von der Bestandsstrecke abzweigenden und dem Lauf der Donau folgenden Neubaustrecke nach Erbach (Donau) an der Bahnstrecke Ulm–Friedrichshafen vor. Auf dieser sollten die Regional-Express-Züge zwischen Ulm und Sigmaringen verkehren, was für sie eine deutlich kürzere Reisezeit bedeutet hätte. Auf der Bestandsstrecke von Ehingen (Donau) über die bevölkerungsreicheren Orte Schelklingen und Blaubeuren sollte hingegen wie auf allen anderen Bestandsstrecken rund um Ulm ein S-Bahn-Verkehr eingeführt werden. Verkehrsplaner veranschlagten die Baukosten einer Neubaustrecke zwischen Ehingen und Erbach mit 75 Millionen Euro. Während der Regionalverband Donau-Iller diese S-Bahn-Pläne und den Streckenneubau vorantrieb, stand die Landesregierung von Baden-Württemberg dem Vorhaben 2007 ablehnend gegenüber. In der aktuellen Planung der Regio-S-Bahn wird dies nicht mehr weiterverfolgt. Als Ersatz soll die Strecke südlich von Ehingen zweigleisig ausgebaut und somit leistungsfähiger werden. Neue Berechnungen ergaben zudem, dass zwischen Mengen und Herbertingen ein zweigleisiger Ausbau erforderlich ist. Fahrbarkeitsprüfungen wurden hierfür auch von DB Engineering angefertigt.
Zum Fahrplanwechsel im Winter 2021 wurde die von der SWEG betriebene ehemalige Linie RB 56 im Zuge des Starts der Regio-S-Bahn Donau-Iller auch im baden-württembergischen Teil in RS3 umbenannt. Zunächst bedient sie die Strecke der RB 56, soll jedoch in noch nicht absehbarer Zeit mit neuen Haltepunkten wie Klingenstein, Blaubeuren-Weiler, Schelklingen Nord, Dettingen, Dintenhofen, Unter- und Obermarchtal sowie Zwiefaltendorf für eine bessere Anbindung der kleinen Ortschaften an der Strecke sorgen und von Munderkingen bis Riedlingen verlängert werden.
Das baden-württembergische Verkehrsministerium gab im Sommer 2021 eine Untersuchung in Auftrag, die ermittelt, ob sich eine Elektrifizierung der Donautalbahn lohnt oder ob stattdessen, mit Beginn des neuen Verkehrsvertrags für die Strecke ab 2025, Wasserstoff- oder Hybridzüge eingesetzt werden sollen. Seitens politischer Vertreter der durch die Strecke angebundenen Gemeinden wird in diesem Zuge eine grundlegende Ertüchtigung der Strecke für einen schnelleren und zuverlässigeren Betrieb eingefordert. Im Oktober 2022 stellte das baden-württembergische Verkehrsministerium die Ergebnisse der Studie vor. Neben der Donautalbahn wurden darin weitere Strecken, die bisher nicht elektrifiziert sind, untersucht. Als Lösungen standen dabei Batterie-Hybrid-Züge, Wasserstoff-Hybrid-Züge und konventionelle elektrische Züge zur Auswahl. Bei keiner der gewählten Strecke wurden dabei Wasserstoffzüge empfohlen. Da der Aufwand für eine Oberleitung für die Gesamtstrecke sehr hoch sei, empfiehlt die Studie für das „Teilnetz Donautalbahn Plus“, zu dem auch die Strecke Herbertingen-Aulendorf gehört, die Umstellung auf Batterie-Hybrid-Züge. Die Umstellung des Antriebs soll nach derzeitigem Planungsstand des Verkehrsministeriums im Dezember 2028 erfolgen. Mit Beginn des neuen Verkehrsvertrages sollen dann Neufahrzeuge mit Batterie-Antrieb eingesetzt werden.